# Tom Olin
Tom Olin (* um 1950) ist ein US-amerikanischer Jazzmusiker (Holzblasinstrumente).

## Leben und Wirken
Olin schloss 1972 seine Studien am New England Conservatory ab, wo er Unterricht bei Jaki Byard und Jo Allard hatte; spätere Mentoren waren Bill Blount, Lisa Arkis und Frank Foster. Er gehörte 16 Jahre lang der Bigband von Illinois Jacquet an und spielte in New York City in verschiedenen Broadway-Orchestern. Erste Aufnahmen entstanden 1984, als er im Sextett des Pianisten Andy Jaffe (Manhattan Projections, Stash) spielte, dem u. a. auch Wallace Roney, Branford Marsalis und Marvin Smitty Smith angehörten. Im Bereich des Jazz war er in den folgenden Jahren an 19 Aufnahmesessions beteiligt, meist Bigband-Produktionen von Bill Warfield, Lew Anderson, The Four Freshmen, Sam Ulano und zuletzt 2010 mit dem Brooklyn Repertory Ensemble (Pragmatic Optimism, u. a. mit James Zollar und Vincent Chancey).